# Proyectos españoles para la independencia de América
Los proyectos españoles para la independencia de América son los planes de la Monarquía Española para independizar sus dominios americanos de forma pacífica y regulada.

## Proyectos anteriores a la rebelión hispanoamericana
La reorganización de las provincias americanas se realiza entre 1760 y 1810, principalmente durante el reinado de Carlos III de España; se trata de una reforma administrativa que va desde la creación del cargo de Secretario de Indias a la reubicación de unidades territoriales y que tiende a centralizar el poder y pretender el desarrollo desde una visión ilustrada.

### Reinado de Carlos III

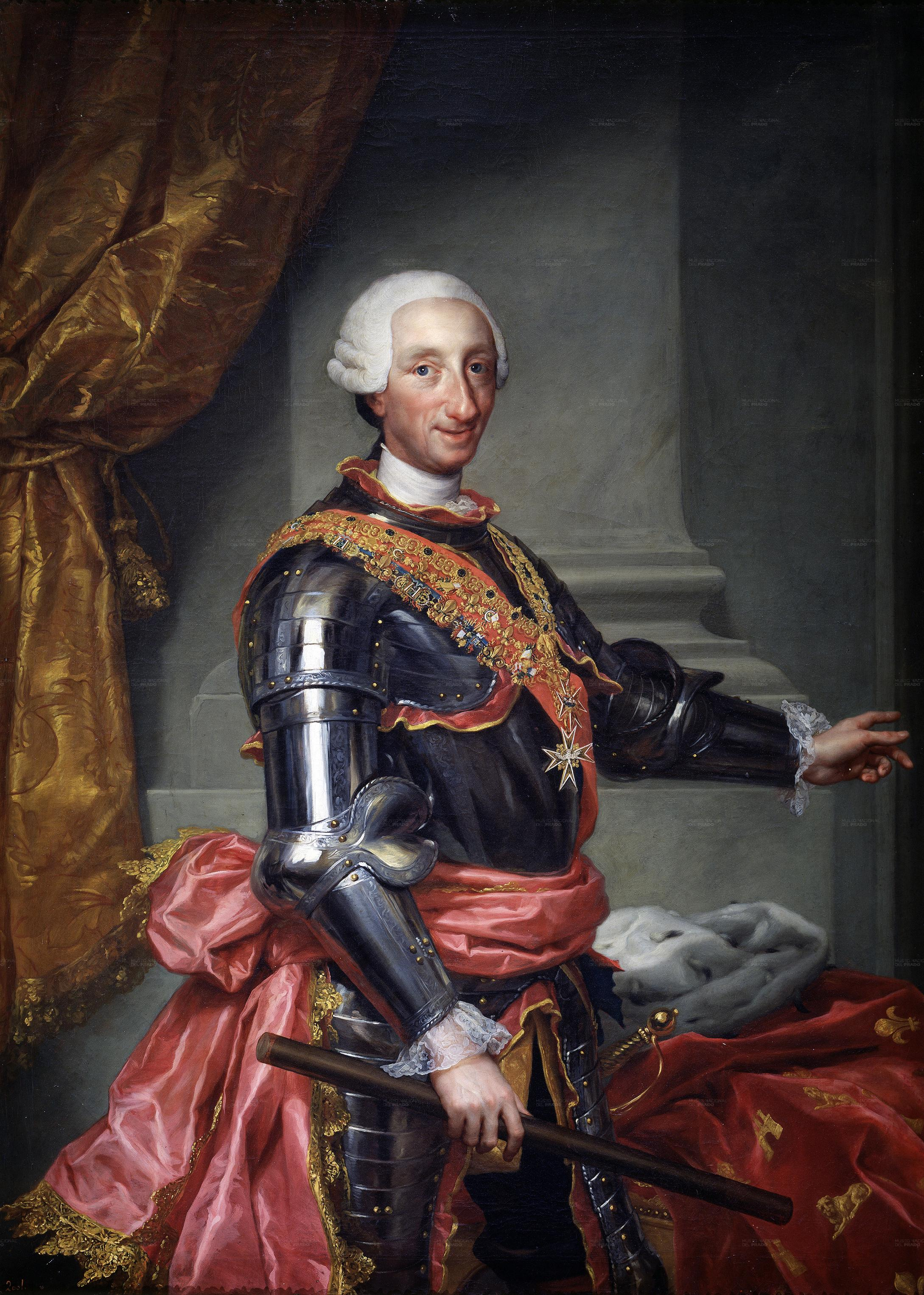
Carlos III de España.

Durante su reinado se le presentaron proyectos para la independencia aunque no parece que Carlos III tomase posición a favor o en contra, pero es evidente que se trataba de un asunto que estaba presente y siendo tratado muy seriamente en el ambiente político español de máximo nivel. Durante 1781, un comisario regio, Francisco de Saavedra, fue enviado a Nueva España a entrevistarse con el virrey Martín de Mayorga y otras altas autoridades, quedando deslumbrado por la riqueza y el potencial de dicho virreinato pero también presenció el descontento cada vez más extendido por todas las clases sociales con el sistema de administración imperial, el odio de los criollos por los más favorecidos peninsulares en cargos administrativos y el peligroso ejemplo que significaban los Estados Unidos, aunque también diferenciaba que las Trece Colonias no eran más que «fábricas o depósitos de negociantes transeúntes» mientras que las provincias españolas de Ultramar «en lugar de las españolas que son una parte esencial de la nación separada de la otra. Hay pues vínculos muy sagrados entre estas dos porciones del imperio español, que el gobierno de la metrópoli debe procurar estrechar por todos los medios imaginables».
Durante la década siguiente se enfrentaron dos propuestas distintas ante el monarca: la colonialista de Gálvez y la unionista de Floridablanca. Para los dos personajes, muy influyentes, el Imperio requería de reformas para sobrevivir a las ambiciones de potencias extranjeras y, alarmados por lo sucedido en las colonias británicas, presentaron sus respectivas propuestas de solución. Ninguno logró imponerse.

#### José Abalos
José Abalos presenta el 24 de septiembre de 1781 una representación que es el esbozo de un plan de independencia. En ella hace una crítica del gobierno y señala «el espíritu de la independencia», «el vehemente deseo de la independencia» que reina en todas partes de América. Señala que «La verdadera riqueza de un estado son los hombres» y creía que había que dejar que se formasen naciones propias en Hispanoamérica que «a la verdad no está hoy poblada», mientras que España se había convertido en mero tributario de riquezas para pagar "fábricas e industria" de los países vecinos de Europa.

...el único remedio es desprenderse de las provincias comprendidas en los distritos a que se extienden las audiencias de Lima, Quito, Chile y La Plata, como así mismos de las Islas Filipinas y sus adyacencias, exigiendo y creando de sus extendidos países tres o cuatro diferentes monarquías a que se destinen sus respectivos príncipes de la augusta casa de V. M. y que esto se ejecute con la brevedad que exige el riesgo que corre y el conocimiento del actual sistema.

Se trataba de formar cuatro estados, vinculados a la Monarquía, pero independientes:

Este es señor el preciso medio para estorbar a los enemigos forasteros cualquier irrupción a que los incline su avaricia. Este es también el de evitar a los domésticos todo resentimiento de un gobierno venal y corrompido que los precipite a una infiel y violenta resolución o de que el mismo desafecto que tienen a la Metrópoli, apoyado de ajenos auxilios, les facilite, como sin duda se verificará, la independencia que ya ven cerca de su perfección en los colonos del norte de este mismo continente.

Según Abalos la independencia era inevitable, y tan solo proponía que se realizara pacíficamente, dentro del sistema. Su proposición llegó al Rey de la mano de José de Gálvez, secretario de Indias.

### Reinado de Carlos IV

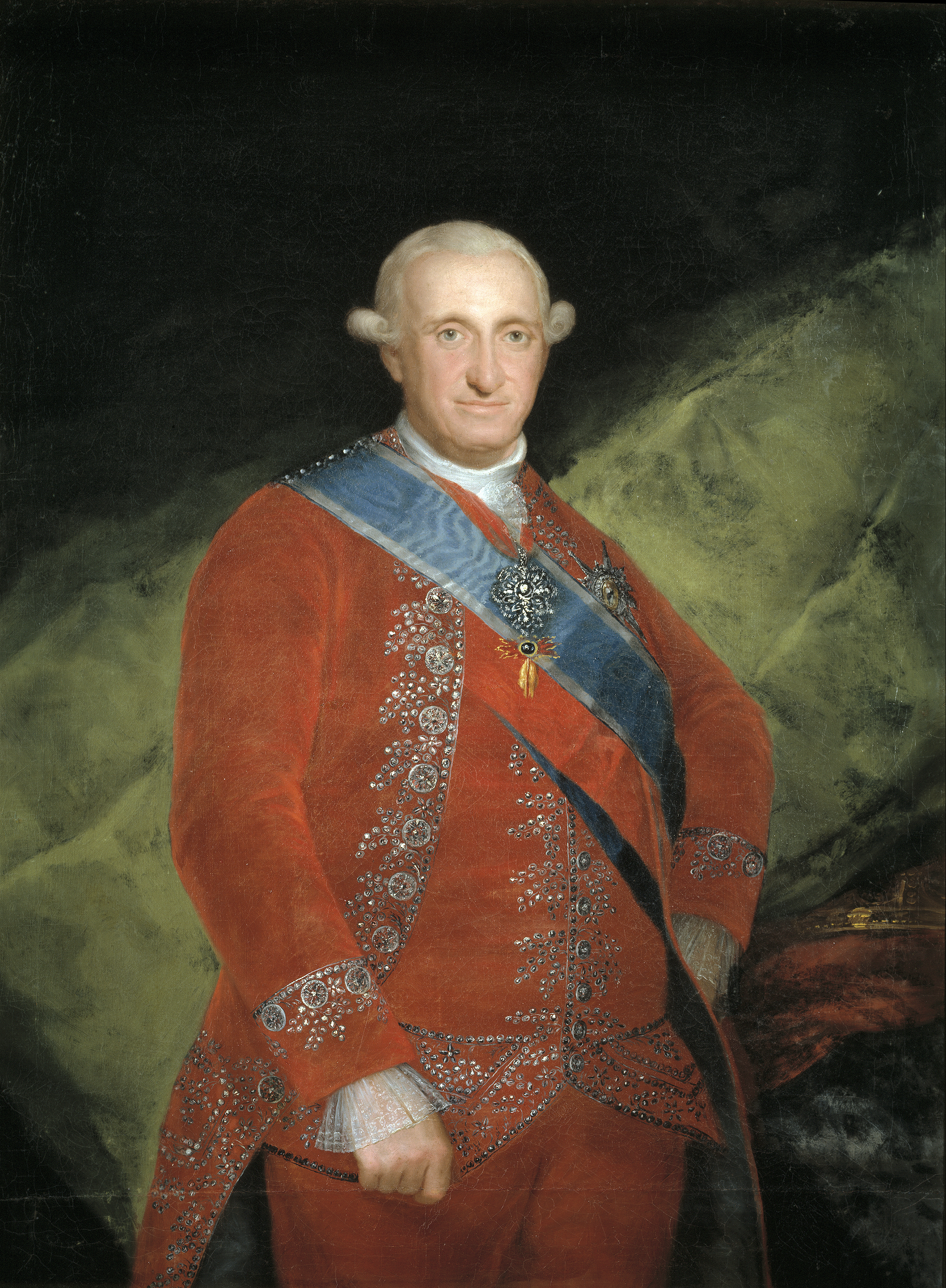
Carlos IV de España.

En dos ocasiones durante el reinado de Carlos IV de España se proyectó formar reinos independientes en América, primero en 1804 y luego en 1806. El supremo ministro Manuel Godoy en 1804 lo refiere en sus memorias:

Mi pensamiento fue que en lugar de virreyes fuesen infantes a la América, que tomasen el título de príncipes regentes, que se hiciesen amar allí, que llenasen con su presencia la ambición y orgullo de aquellos naturales, que les acompañasen un buen consejo con ministros responsables, que gobernase allí con ellos un Senado, mitad americanos y mitad españoles, que se mejorasen y acomodasen a los tiempos las leyes de las Indias, y que los negocios del país se terminasen y fuesen fenecidos en tribunales propios de cada cual de estas regencias.
Pero su proyecto no pudo llevarse adelante por un nuevo conflicto con Inglaterra: «Vino el tiempo que yo temía; la Inglaterra rompió la paz traidoramente con nosotros y en tales circunstancias no osó el rey exponer a sus hijos y parientes a ser cogidos en los mares».

Nuevamente en 1806 el Rey se reúne con su consejo para examinar otro nuevo proyecto escogiendo entre la familia real más próxima haciendo «virreyes perpetuos y hereditaria en su línea directa, en caso de faltar ésta, reversiva a la corona».
Carlos IV pretendía convertir a Chile en un quinto estado independiente además de los virreinatos de Nueva España, Nueva Granada, Perú y La Plata.

## Proyectos posteriores a la revolución hispanoamericana

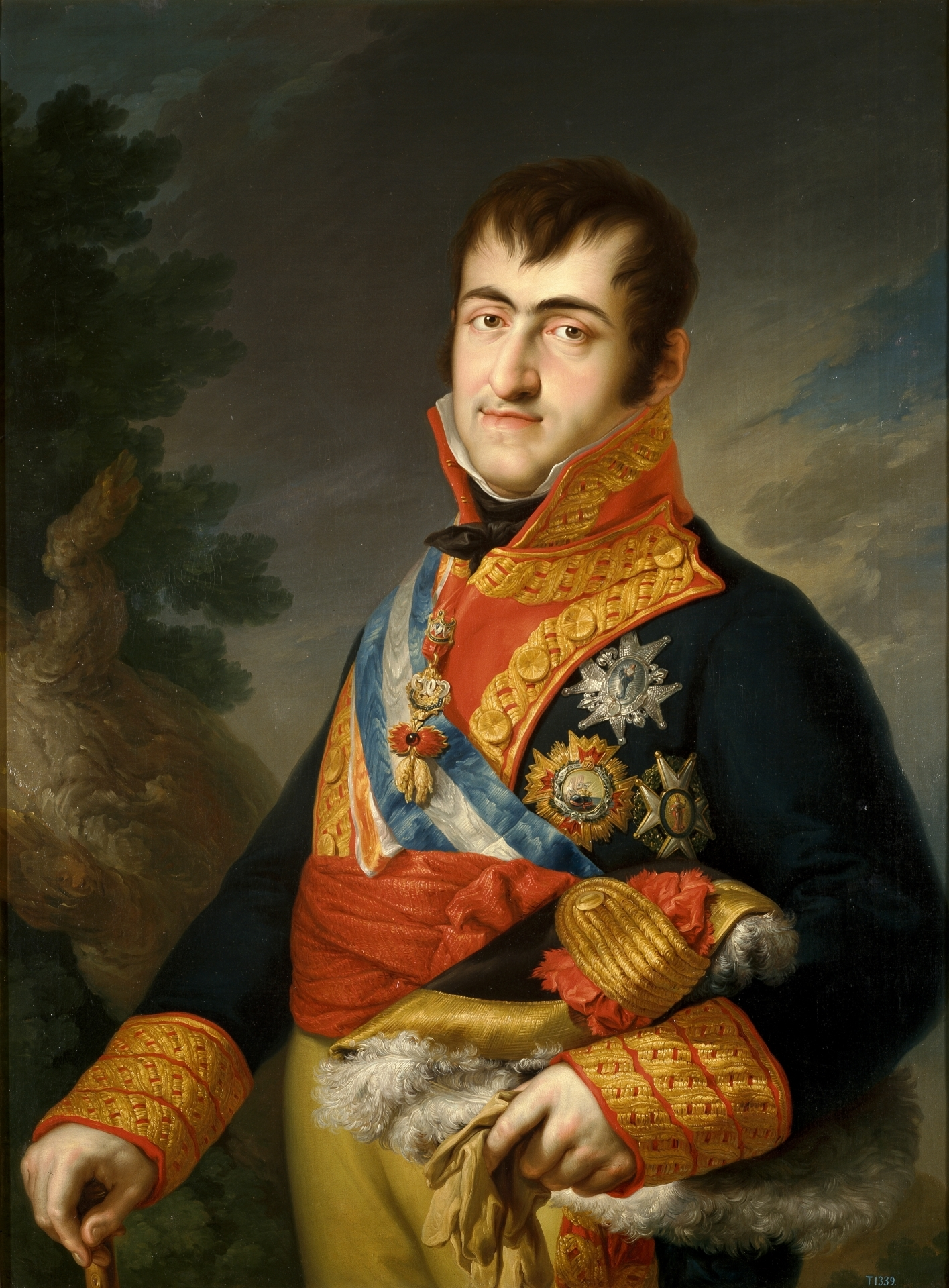
Fernando VII de España.

El gobierno español entró en un estado de inmovilismo desde el momento de la invasión napoleónica. En su estrategia de Bloqueo Continental contra Inglaterra, Napoleón, con el fin de alcanzar sus objetivos, se comprometió a preservar la integridad del Imperio español tras decapitar la monarquía española y obtener la corona para si. La guerra de independencia española desencadenó una profunda crisis política y económica, seguida por la revolución liberal en todo el mundo hispano y la reacción absolutista. Sin embargo, ni los absolutistas ni los liberales fueron capaces de ofrecer una solución al proceso de desintegración del Imperio español, ni de restablecer relaciones con las antiguas provincias americanas mediante el reconocimiento de su independencia. Los últimos bastiones quedaron abandonados a su suerte, y como resultado, se produjo una ruptura traumática y definitiva del mundo hispano. 

### Sexenio absolutista de Fernando VII (1814-1820)
El secretario de Estado José García de León y Pizarro propuso un minucioso plan de pacificación durante el desarrollo del conflicto americano que incluía el reconocimiento de la independencia ya obtenida por algunos países y la autorización del comercio exterior en los dominios americanos. No obtuvo el apoyo del monarca.

### Trienio liberal (1820-1823)
En el periodo del Trienio Liberal se emitió un proyecto del diputado novohispano Lucas Alamán a las Cortes de Cádiz para la formación de tres secciones de Cortes españolas en el continente americano: una para el virreinato de Nueva España y Centroamérica, otra para Nueva Granada y Costa Firme, y otra para Perú y La Plata reunidos. Con plenas facultades legislativas para sus territorios respectivos. El poder ejecutivo residiría en una delegación encabezada por una persona designada por el rey, inclusive los miembros de la familia real. La proposición del 25 de junio de 1820 fue sin embargo rechazada. Además en 1823 la restauración absolutista de Fernando VII de España acabaron con el Trienio Liberal.
Durante esta etapa llegó desde las Américas el revolucionario Francisco Antonio Zea con su propio proyecto de una confederación hispánica, pero no encontró apoyo ni en Cortes ni en el rey Fernando.

### Década absolutista de Fernando VII (1823-1833)
El rey Fernando VII aspiraba a una quimérica restauración absolutista en América, similar a la restauración en la península con el respaldo de las monarquías europeas continentales. España, en ese momento, carecía de la capacidad militar para mantener sus territorios americanos, y mucho menos para emprender una reconquista del continente. Sin embargo, frente a hechos consumados, el gobierno español solo ofreció acuerdos comerciales, sin presentar ninguna propuesta política viable de gran calado. 
El principal obstáculo al reconocimiento fue la tenaz oposición del propio rey Fernando VII a todas las propuestas de pacificación presentadas por los ministros españoles. La presión diplomática de las potencias europeas, lideradas por una Francia monárquica que aspiraba recuperar su hegemonía continental, propugnaban la celebración de una conferencia legitimista en París. El plan consistía en colocar infantes españoles al frente de reinos americanos independientes, pero requería el frágil respaldo de Inglaterra. El Reino Unido mantuvo sin embargo una posición distante con estos compromisos europeos debido al enorme crecimiento de sus intereses comerciales en América, además de competir con el expansionismo imperialista de los Estados Unidos sobre las nuevas repúblicas hispanoamericanas y la Capitanía General de Cuba, que vulnerable se perfilaba como el próximo objetivo.